# 바라춤
바라춤은 절에서 영산재(靈山齋)와 같은 의식에서 추는 불교무용의 하나이다. 큰 법고(法鼓)를 세우고 장삼(長衫)을 입고, 양손에 북채를 들고 북굴레와 북통을 치면서 춤춘다. 법고무는 속화(俗化)하여 승무(僧舞)·9고무(九鼓舞)에 영향을 끼쳤다. 절에서 춤추는 원형은 반주음악이 없고, 속화된 것은 반염불(도드리)·굿거리와 같은 것을 쓴다.

## 같이 보기
- 나비춤
- 한국의 불교
- 한국 무용